# Campiglossa tamerlan
Campiglossa tamerlan este o specie de muște din genul Campiglossa, familia Tephritidae. A fost descrisă pentru prima dată de Erich Martin Hering în anul 1938.
Este endemică în Uzbekistan. Conform Catalogue of Life specia Campiglossa tamerlan nu are subspecii cunoscute.